# Érszőllős község
Érszőllős község (románul: Comuna Viișoara) község Bihar megyében, Romániában. Központja Érszőllős, beosztott falvai Csekenye, Erdőtelep, Szolnokháza.

## Népessége
A 2011-es népszámlálás adatai alapján a község népessége 1336 fő volt.